# Milton Navarro
Milton Navarro Mamani (Santiago de Cotagaita, Bolivia; 17 de junio de 1985) es un ingeniero y político boliviano. Fue el último ministro de Deportes de Bolivia desde el 14 de noviembre de 2019 hasta el 4 de junio de 2020 cuando desapareció el ministerio durante el gobierno de la presidenta Jeanine Áñez Chávez.  Ocupó también el cargo de Cónsul de Bolivia en la ciudad de Cusco en Perú desde el 6 de octubre de 2020 hasta el 10 de diciembre de 2020.

## Biografía
Milton Navarro nació el 17 de junio de 1985 en la localidad de "Toropalca" en el municipio de Cotagaita ubicado en la Provincia Nor Chichas del Departamento de Potosí. Comenzó sus estudios escolares en 1991 en la Escuelita rural Simón Bolívar de Toropalca. Durante su adolescencia, Miltón Navarro se trasladó a vivir a la ciudad de Potosí donde culminó sus estudios secundarios, saliendo bachiller el año 2003 del Colegio Carlos Medinaceli.
Continuo con sus estudios superiores ingresando a estudiar la carrera de ingeniería en la Universidad Autónoma Tomás Frías (UATF), titulándose como ingeniero civil de profesión. Durante su etapa universitaria, Navarro se desempeñó también como secretario general de la Federación Universitaria Local (FUL) de la Universidad Autónoma Tomás Frías.

### Ministro de Deportes (2019-2020)
El 14 de noviembre de 2019, la Presidenta de Bolivia Jeanine Áñez Chávez posesionó al ingeniero potosino Milton Navarro como nuevo ministro de Deportes de Bolivia, en reemplazo del futbolista cochabambino Tito Montaño.

### Cónsul de Bolivia en Cusco (2020)
El 6 de octubre de 2020, la canciller Karen Longaric designó a Milton Navarro en el cargo de Cónsul de Bolivia en Cusco en reemplazo del agente consular José Luis García Escobar. Navarro estaría en dicho cargo diplomático por algo más de dos meses cuando renunció para postular a la gobernación de Potosí en las elecciones subnacionales de Bolivia de 2021.